# Noailles (Tarn)
Noailles (okzitanisch: Noalhas) ist eine französische Gemeinde mit 207 Einwohnern (Stand: 1. Januar 2022) im Département Tarn in der Region Okzitanien. Sie gehört zum Arrondissement Albi und zum Kanton Carmaux-2 Vallée du Cérou. Die Einwohner werden Noaillais und Noaillaises genannt.

## Geographie
Noailles liegt rund 21 Kilometer nordwestlich von Albi am Vère. Umgeben wird Noailles von den Nachbargemeinden Livers-Cazelles im Norden, Villeneuve-sur-Vère im Osten, Cestayrols im Süden und Südwesten, Donnazac im Westen sowie Souel im Nordwesten.

## Bevölkerungsentwicklung
| Jahr                       | 1962 | 1968 | 1975 | 1982 | 1990 | 1999 | 2006 | 2017 |
| Einwohner                  | 244  | 222  | 192  | 188  | 179  | 166  | 185  | 215  |
| Quellen: Cassini und INSEE |      |      |      |      |      |      |      |      |

## Sehenswürdigkeiten

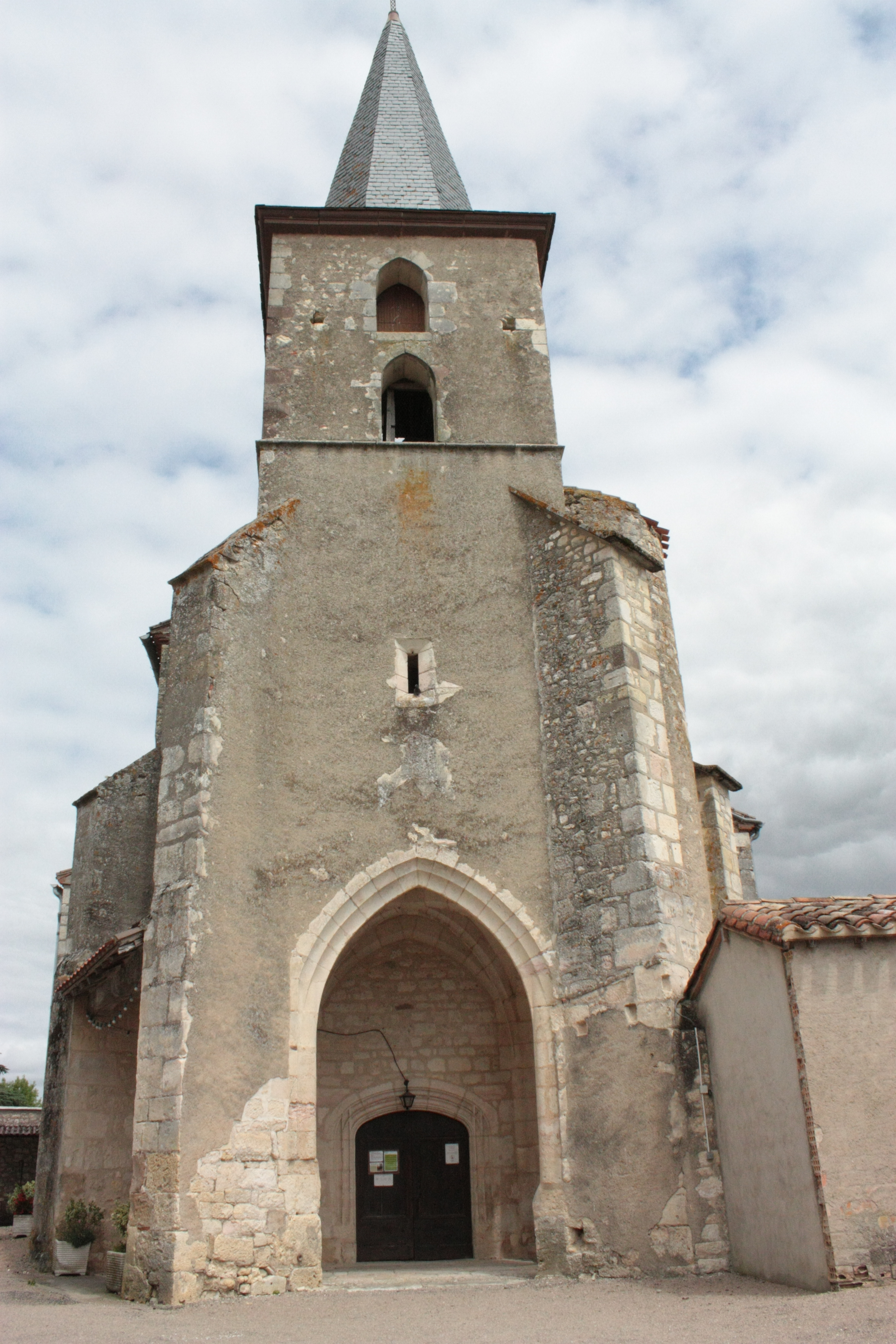
Pfarrkirche Saint-Pierre-Saint-Paul

- Pfarrkirche Saint-Pierre-Saint-Paul aus dem 16. Jahrhundert, seit 1970 als Monument historique eingeschrieben